# 乙酰丙酮钯
乙酰丙酮钯是一种化合物，化学式为Pd(C5H7O2)2。它是乙酰丙酮配体与钯形成的配合物。这种化合物在商业上用于有机合成中催化剂的前体。
它可由四氯合钯酸钠和乙酰丙酮、氢氧化钠反应制得。